# Portugal en el Festival de la Canción de Eurovisión 2023
Portugal participó en el LXVII Festival de la Canción de Eurovisión, que se celebró en Liverpool, Reino Unido del 9 al 13 de mayo de 2023, tras la imposibilidad de Ucrania de acoger el concurso por la victoria de Kalush Orchestra con la canción «Stefania». La Rádio e Televisão de Portugal (RTP) (Radio y Televisión de Portugal en español), radiodifusora encargada de la participación lusa dentro del festival, decidió mantener el formato de selección tradicional, organizando el Festival RTP da Canção para elegir al representante del país en el concurso eurovisivo.
Tras la realización de dos semifinales y una final, en la que concursaron 20 canciones compuestas por 20 compositores invitados por la RTP, fue elegida el tema «Ai Coração», interpretada y compuesta por Mimicat. La cantante obtuvo el máximo posible de 24 puntos, siendo la opción predilecta del televoto y del panel de jurado regional.
Durante el festival, Portugal se presentó y clasificó en la primera semifinal tras ubicarse en 9.º lugar con 74 puntos, logrando mantener su racha de clasificaciones consecutivas a la final. Cuatro días más tarde, en la gran final, Portugal finalizó en la 23.ª posición con 59 puntos: 43 del jurado profesional y 16 del televoto.

## Historia de Portugal en el Festival
Portugal debutó en el Festival de 1964, participando desde entonces en 53 ocasiones. Desde su debut, Portugal es uno de los países con los peores resultados dentro del concurso, habiéndose colocado solamente en una ocasión dentro del Top 5 y en once dentro del Top 10. Desde la introducción de las semifinales en 2004, Portugal solo ha avanzado en 6 ocasiones a la final. Sin embargo, Portugal ha vencido en una ocasión el concurso: en la edición de 2017, con la canción de influencia jazz «Amar pelos dois» interpretada por Salvador Sobral y compuesta por su hermana Luísa Sobral. Además, el tema obtuvo 758 puntos, la puntuación más grande de la historia.
En 2022, la ganadora del tradicional Festival RTP da Canção Maro, terminó en 9.ª posición con 207 puntos en la gran final: 171 puntos del jurado profesional (5.ª) y 36 puntos del televoto (15.ª), con el tema «Saudade, Saudade».

## Representante para Eurovisión

### Festival da Canção 2023
El Festival da Canção de 2023 fue la 57° edición del prestigioso festival portugués. Portugal confirmó su participación en el Festival de Eurovisión 2023 el 2 de septiembre de 2022, con la publicación del reglamento y la apertura del proceso de recepción de candidaturas del FdC 2023 hasta el 30 de noviembre de 2022. La competencia tuvo lugar durante tres fines de semana entre el 25 de febrero y el 11 de marzo con la participación de 20 intérpretes.
La final del festival, tuvo lugar el 11 de marzo. Participaron los 13 clasificados de las semifinales siendo sometidos a una votación, compuesta por la votación de 7 jurados provenientes de las 7 regiones del país (50%) y la votación del público (50%). Tras la votación, la cantante Mimicat consiguió un total de 24 puntos tras ser la opción predilecta tanto del jurado regional como del televoto. De esta forma, la cantante se convirtió en la 54° representante de Portugal en Eurovisión con la canción de comedia dramática «Ai Coração». La victoria de Mimicat significó la primera ocasión que una persona de la convocatoria abierta logra el triunfo en el mítico festival portugués.
| N.º | Intérprete                   | Canción               | Jurado | Televoto | Lugar | Puntos |
| --- | ---------------------------- | --------------------- | ------ | -------- | ----- | ------ |
| 1   | Cláudia Pascoal              | «Nasci Maria»         | 8      | 4        | 3     | 12     |
| 2   | Churky                       | «Encruzilhada»        | 0      | 5        | 9     | 5      |
| 3   | Esse Povo                    | «Sapatos De Cimento»  | 4      | 0        | 11    | 4      |
| 4   | Bárbara Tinoco               | «Goodnight»           | 3      | 6        | 4     | 9      |
| 5   | You Can't Win, Charlie Brown | «Contraste Mudo»      | 7      | 0        | 8     | 7      |
| 6   | Voodoo Marmalade             | «Tormento»            | 0      | 7        | 7     | 7      |
| 7   | INÊS APENAS                  | «Fim Do Mundo»        | 2      | 1        | 13    | 3      |
| 8   | Mimicat                      | «Ai Coração»          | 12     | 12       | 1     | 24     |
| 9   | DAPUNKSPORTIF                | «World Needs Therapy» | 0      | 8        | 6     | 8      |
| 10  | Neon Soho                    | «Endless World»       | 5      | 0        | 10    | 5      |
| 11  | Ivandro                      | «Povo»                | 6      | 3        | 5     | 9      |
| 12  | Edmundo Inácio               | «A Festa»             | 12     | 10       | 2     | 22     |
| 13  | SAL                          | «Viver»               | 1      | 2        | 12    | 3      |

## En Eurovisión
De acuerdo a las reglas del festival, todos los concursantes debían iniciar desde las semifinales, a excepción del anfitrión (en este caso, Reino Unido), el ganador del año anterior, Ucrania y el Big Five compuesto por Alemania, España, Francia, Italia y el propio Reino Unido. En el sorteo realizado el 31 de enero de 2023, Portugal fue sorteada en la primera semifinal del festival. En este mismo sorteo, se determinó que participaría en la primera mitad de la semifinal (posiciones 1-7). Semanas después, ya conocidos los artistas y sus respectivas canciones participantes, la producción del programa dio a conocer el orden de actuación, determinando que el país participaría en la quinta posición, después de Letonia y precediendo a Irlanda.
La RTP transmitió el concurso en su totalidad a través de su canal principal. RTP1. El festival también fue transmitido a través de sus señales internacionales, RTP Internacional y RTP África. Los comentarios corrieron por parte de José Carlos Malato y Nuno Galopim, quienes comentaron el festival por cuarta y sexta vez, respectivamente. La portavoz de la votación del jurado profesional portugués fue la representante lusa del año anterior, Maro.

### Semifinal 1

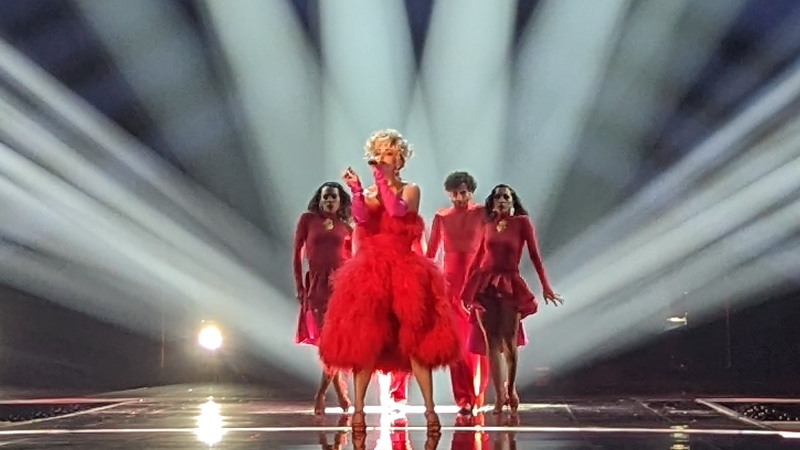
Mimicat durante uno de los ensayos generales de la gran final.

Mimicat tomó parte de los ensayos los días 30 de abril y 3 de mayo así como de los ensayos generales con vestuario de la primera semifinal los días 8 y 9 de mayo. Portugal se presentó en la posición 5, después de Letonia y antes de Irlanda.
Al final del show, Portugal fue anunciada como uno de los 10 países finalistas.Los resultados revelados una vez terminado el festival, posicionaron a Portugal en 9° lugar de la semifinal con un total de 74 puntos, siendo votada por dieciséis televotos, incluyendo el recién instaurado «Resto del Mundo» y los 12 puntos de Suiza y Francia. Este resultado significó la tercera clasificación consecutiva del país a la final, igualando la racha conseguida entre 2008 y 2010.

### Final
Durante un sorteo previo a la rueda de prensa de los ganadores de la primera semifinal, se decidió en que mitad participaría cada finalista. Portugal fue sorteada para participar en la primera mitad de la final (posiciones 1-13).El orden de actuación revelado durante la madrugada del viernes 12 de mayo, decidió que Portugal debía actuar en la posición 2 por delante de Austria y por detrás de Suiza. Mimicat tomó parte de los ensayos generales con vestuario de la final los días 12 y 13 de mayo.El ensayo general de la tarde del 12 fue tomado en cuenta por los jurados profesionales para emitir sus votos, que representaron el 50% de los puntos.
Durante la votación, Portugal se colocó en 18.ª posición en la votación del jurado profesional con 43 puntos, siendo votado por nueve jurados y recibiendo un máximo de 10 puntos por parte de Grecia. Respecto al televoto, Portugal se ubicó en la 23.ª posición con 16 puntos: siete de Suiza, cinco de Francia y cuatro de España. La sumatoria final le dio 59 puntos a Mimicat, ubicándose en la 23.ª posición.

### Votación

#### Puntuación a Portugal

##### Semifinal 1
| Televoto             | Televoto                    | Televoto          | Televoto                                 | Televoto          |
| 12 puntos            | 10 puntos                   | 8 puntos          | 7 puntos                                 | 6 puntos          |
| -------------------- | --------------------------- | ----------------- | ---------------------------------------- | ----------------- |
| - Francia - Suiza    |                             |                   | - Países Bajos                           | - Resto del Mundo |
| 5 puntos             | 4 puntos                    | 3 puntos          | 2 puntos                                 | 1 punto           |
| - Alemania - Croacia | - Malta - Moldavia - Suecia | - Israel - Serbia | - Chequia - Finlandia - Italia - Noruega | - Irlanda         |

##### Final
| Jurado                   | Jurado    | Jurado              | Jurado      | Jurado    |
| 12 puntos                | 10 puntos | 8 puntos            | 7 puntos    | 6 puntos  |
| ------------------------ | --------- | ------------------- | ----------- | --------- |
|                          | - Grecia  | - Moldavia          |             | - España  |
| 5 puntos                 | 4 puntos  | 3 puntos            | 2 puntos    | 1 punto   |
| - Francia - Países Bajos |           | - Finlandia - Malta | - Australia | - Croacia |
| Televoto                 |           |                     |             |           |
| 12 puntos                | 10 puntos | 8 puntos            | 7 puntos    | 6 puntos  |
|                          |           |                     | - Suiza     |           |
| 5 puntos                 | 4 puntos  | 3 puntos            | 2 puntos    | 1 punto   |
| - Francia                | - España  |                     |             |           |

#### Votación realizada por Portugal[17][16]
| Puntos    | Televoto     |
| --------- | ------------ |
| 12 puntos | Moldavia     |
| 10 puntos | Finlandia    |
| 8 puntos  | Suecia       |
| 7 puntos  | Israel       |
| 6 puntos  | Chequia      |
| 5 puntos  | Suiza        |
| 4 puntos  | Letonia      |
| 3 puntos  | Noruega      |
| 2 puntos  | Irlanda      |
| 1 punto   | Países Bajos |

| Puntos    | Jurado    | Televoto  |
| --------- | --------- | --------- |
| 12 puntos | Australia | Ucrania   |
| 10 puntos | España    | Finlandia |
| 8 puntos  | Estonia   | Moldavia  |
| 7 puntos  | Chequia   | Suecia    |
| 6 puntos  | Bélgica   | Italia    |
| 5 puntos  | Suecia    | Israel    |
| 4 puntos  | Serbia    | Noruega   |
| 3 puntos  | Croacia   | España    |
| 2 puntos  | Suiza     | Francia   |
| 1 punto   | Noruega   | Bélgica   |

##### Desglose
El jurado portugués en la final estuvo compuesto por:
- Gustavo Almeida
- Nuno Mota
- Ana Carina Almeida
- Milhanas
- Patrícia Antunes

| Semifinal 1 | Semifinal 1  | Semifinal 1                | Semifinal 1                |
| N.º         | País         | Televoto                   | Televoto                   |
| N.º         | País         | Ranking                    | Puntos                     |
| ----------- | ------------ | -------------------------- | -------------------------- |
| 01          | Noruega      | 8                          | 3                          |
| 02          | Malta        | 13                         |                            |
| 03          | Serbia       | 11                         |                            |
| 04          | Letonia      | 7                          | 4                          |
| 05          | Portugal     | -------------------------- | -------------------------- |
| 06          | Irlanda      | 9                          | 2                          |
| 07          | Croacia      | 12                         |                            |
| 08          | Suiza        | 6                          | 5                          |
| 09          | Israel       | 4                          | 7                          |
| 10          | Moldavia     | 1                          | 12                         |
| 11          | Suecia       | 3                          | 8                          |
| 12          | Azerbaiyán   | 14                         |                            |
| 14          | Chequia      | 5                          | 6                          |
| 14          | Países Bajos | 10                         | 1                          |
| 15          | Finlandia    | 2                          | 10                         |

| Final | Final       | Final                      | Final                      | Final                      | Final                      | Final                      | Final                      | Final                      | Final                      | Final                      |
| N.º   | País        | Jurado                     | Jurado                     | Jurado                     | Jurado                     | Jurado                     | Jurado                     | Jurado                     | Televoto                   | Televoto                   |
| N.º   | País        | Jurado A                   | Jurado B                   | Jurado C                   | Jurado D                   | Jurado E                   | Rank                       | Pts                        | Rank                       | Pts                        |
| ----- | ----------- | -------------------------- | -------------------------- | -------------------------- | -------------------------- | -------------------------- | -------------------------- | -------------------------- | -------------------------- | -------------------------- |
| 01    | Austria     | 16                         | 12                         | 14                         | 16                         | 8                          | 14                         |                            | 20                         |                            |
| 02    | Portugal    | -------------------------- | -------------------------- | -------------------------- | -------------------------- | -------------------------- | -------------------------- | -------------------------- | -------------------------- | -------------------------- |
| 03    | Suiza       | 6                          | 9                          | 9                          | 12                         | 11                         | 9                          | 2                          | 11                         |                            |
| 04    | Polonia     | 25                         | 25                         | 25                         | 25                         | 25                         | 25                         |                            | 17                         |                            |
| 05    | Serbia      | 4                          | 5                          | 6                          | 14                         | 7                          | 7                          | 4                          | 23                         |                            |
| 06    | Francia     | 13                         | 18                         | 8                          | 13                         | 21                         | 15                         |                            | 9                          | 2                          |
| 07    | Chipre      | 11                         | 13                         | 11                         | 17                         | 24                         | 17                         |                            | 12                         |                            |
| 08    | España      | 3                          | 1                          | 1                          | 11                         | 9                          | 2                          | 10                         | 8                          | 3                          |
| 09    | Suecia      | 8                          | 3                          | 5                          | 1                          | 17                         | 6                          | 5                          | 4                          | 7                          |
| 10    | Albania     | 18                         | 24                         | 24                         | 15                         | 5                          | 12                         |                            | 25                         |                            |
| 11    | Italia      | 15                         | 14                         | 10                         | 9                          | 18                         | 13                         |                            | 5                          | 6                          |
| 12    | Estonia     | 5                          | 7                          | 2                          | 5                          | 3                          | 3                          | 8                          | 21                         |                            |
| 13    | Finlandia   | 24                         | 22                         | 20                         | 4                          | 12                         | 11                         |                            | 2                          | 10                         |
| 14    | Chequia     | 2                          | 4                          | 3                          | 8                          | 6                          | 4                          | 7                          | 14                         |                            |
| 15    | Australia   | 1                          | 2                          | 7                          | 3                          | 1                          | 1                          | 12                         | 18                         |                            |
| 16    | Bélgica     | 7                          | 10                         | 4                          | 2                          | 2                          | 5                          | 6                          | 10                         | 1                          |
| 17    | Armenia     | 17                         | 15                         | 13                         | 23                         | 10                         | 18                         |                            | 24                         |                            |
| 18    | Moldavia    | 23                         | 19                         | 22                         | 6                          | 15                         | 16                         |                            | 3                          | 8                          |
| 19    | Ucrania     | 21                         | 11                         | 17                         | 21                         | 14                         | 20                         |                            | 1                          | 12                         |
| 20    | Noruega     | 14                         | 8                          | 12                         | 7                          | 19                         | 10                         | 1                          | 7                          | 4                          |
| 21    | Alemania    | 19                         | 16                         | 23                         | 20                         | 23                         | 24                         |                            | 13                         |                            |
| 22    | Lituania    | 12                         | 20                         | 19                         | 18                         | 22                         | 21                         |                            | 19                         |                            |
| 23    | Israel      | 20                         | 23                         | 18                         | 24                         | 16                         | 23                         |                            | 6                          | 5                          |
| 24    | Eslovenia   | 10                         | 17                         | 16                         | 19                         | 20                         | 19                         |                            | 16                         |                            |
| 25    | Croacia     | 9                          | 6                          | 15                         | 10                         | 4                          | 8                          | 3                          | 15                         |                            |
| 26    | Reino Unido | 22                         | 21                         | 21                         | 22                         | 13                         | 22                         |                            | 22                         |                            |